# 구해줘 (드라마)
《구해줘》는 2017년 8월 5일부터 2017년 9월 24일까지 OCN에서 방송된 드라마로, 프로듀서 이재문이 설립한 히든시퀀스의 첫 작품이다.
이 드라마는 다음 웹툰 작가 조금산의 《세상 밖으로》가 원작으로, 청춘물에 미스터리 요소가 가미된 복합 장르로 2011년부터 2015년까지 연재되며 작품성과 화제성을 모두 인정받은 바 있다.

## 줄거리
사이비 종교 집단에 맞서 첫사랑을 구하기 위한 뜨거운 촌놈들의 좌충우돌 고군분투를 그렸다.

## 등장 인물

### 주요 인물
- 옥택연: 한상환 역 - 17-20세. 천방지축 엄친아. 대학교 휴학생. 무지군 군수의 아들.
- 서예지 : 임상미 역 - 17-20세. 사이비에 감금된 소녀. 고등학교 중퇴. 아버지의 사업 실패로 이사 오게 된 무지군에서 또다시 상미의 가족을 불행으로 몰아넣은 사건이 발생한다.
- 조성하 : 백정기 역 - 66세. 두 얼굴의 사이비 교주. 구선원 교주. 잘생긴 외모와 화려한 언변으로 구선원이란 사이비 종교를 만들어 스스로를 영부(*영의 아버지)라 칭하며 신자들을 유혹한다.
- 우도환 : 석동철 역 - 17-20세. 혈혈단신 깡다구. 고등학교 중퇴. 알코올과 도박에 빠진 아버지를 참지 못해 어머니가 집을 나간 후 아버지의 화풀이의 대상이 되었지만 할머니를 지켜내기 위해 버텨냈다.

### 촌놈 4인방
- 이다윗 : 우정훈 역 - 17-20세. 촌놈 BJ. 재수생. 입만 살아있고, 장난만 치는 실없는 놈팽이 같지만 정 많고 순진하다. 4인방 친구들의 분위기 메이커로 단짝 만희와 환상의 케미를 이룬다.
- 하회정 : 최만희 역 - 17-20세. 천하장사 먹깨비. 고졸. 곰 같은 덩치에 어울리지 않게 겁 많고 수더분하지만 친구들을 위해서 라면 스스로를 희생할 수 있을 만큼 의리 있다. 한때 무지군 소년 씨름부 천하장사

### 상미네 가족
- 정해균 : 임주호 역 - 52세. 사이비 집단에 빠진 상미 아빠. 사업 실패, 친구의 배신으로 마음이 약해진 상황에서 이 모든 일을 겪으며 결국 사이비 교주 백정기에게 급속하게 빠져들게 된다.
- 윤유선 : 김보은 역 - 46세. 상미의 엄마. 천성이 착하고 조용하다. 남편의 사업 실패로 무지 군에 내려오게 되었으나 성실하게 살면 이 모든 것을 극복할 수 있을 것이라 생각했다.
- 장유상 : 임상진 역 - 17세. 상미의 쌍둥이 오빠. 한쪽 다리가 불편해 어렸을 적부터 놀림과 괴롭힘을 당해왔다. 항상 그 옆을 쌍둥이 동생인 상미가 지켜주었지만 상미마저 놀림을 받게 한다는 생각에 마음이 아프다.

### 구선원 사람들
- 박지영 : 강은실 역 - 38세. 교단 집사. 교단 내의 핵심 인물로 신도들의 영성 훈련을 보살피는 역할을 한다.
- 조재윤 : 조완태 역 - 45세. 교단 집사. 친근한 뽀글 파마 머리에 장난스럽게 말을 하지만 이면에는 숨겨진 악마성과 섬뜩한 눈빛이 있다.
- 손상경 : 조완덕 역 - 40세. 단 집사. 조완태의 사촌동생. 교단 내에서 각종 불법적이고 힘쓰는 일들을 도맡아 하고 있다.

### 무지군 사람들
- 손병호 : 한용민 역 - 무지군 군수, 한상환의 아버지. 외상성 뇌 손상으로 누워있는 아내에게 지극정성이지만 야욕을 가지고 있다.
- 최문수 : 채민화 역 - 한상환의 어머니. 불의의 사고로 인해 외상성 뇌 손상을 입고 몇 년 째 몸을 움직이지 못하고 누워 지내고 있지만 아들 상환에 대한 모성애는 사라지지 않는다.
- 장혁진 : 이강수 역. 무지군 강력계 형사. 10년 전 비리 사건에 휘말려 무지군에 내려오게 되었다.
- 김광규 : 우춘길 역 - 우정훈의 아버지. 경찰, 적당히 일하고 적당히 비굴한 평범한 인물. 아버지가 군수인 상환이를 편애 한다.
- 고준 : 차준구 역 - 외로운 늑대 같은 조폭 후배였던 이진석의 배신으로 모든 죄를 뒤집어쓰고 교도소에 들어갔다가 동철을 만나 동질감을 느끼게 된다.
- 강경헌 : 이지희 역 - 한용민의 보좌관. 항상 붙어 다니며 그의 일거수일투족을 함께 한다.
- 최혁주 : 투다리 아줌마 역 - 상환, 동철, 정훈, 만희의 아지트인 단골 술집 사장님. 걸걸한 성격으로 4인방을 압도한다.
- 박수연 : 최경혜 역 - 순경. 우춘길과 짝을 이루며 순찰을 다닌다.
- 전여빈 : 홍소린 역 - 구선원의 실태를 취재하기 위해 1년 전부터 잠입한 무지일보의 사회부 기자. 교단 내에서 상미를 보필하는 수행 자매 역할을 맡고 있다.
- 이재준 : 신대식 역 - 과거 무지군의 불량 서클 짱이지만 현재는 나이트 클럽에서 일하며 동철을 돕는다.
- 윤종석 : 이병석 역 - 일진 1. 무진 중학교 짱 출신으로 전학 온 상미의 오빠 상진을 괴롭힌다. 동철과의 다툼과 상환의 개입으로 척추를 다치면서 하반신 불구가 된다.

### 그 외
- 이승협 : 일진 2 역
- 장원 : 일진 3 역
- 남현정 : 여자일진 역 : 일진 4
- 손병욱 : 필수 역 - 중학교 때부터 배달 일을 시작한 경력 20년의 중국집 철가방으로 촌놈 4인방과는 고교 선배이다.
- 정준원 : 정구 역 - 노모의 손을 따라 구선원에 들어온 정신 지체아.
- 민경옥 : 정구의 할머니 역
- 정재광 : 이은성 역 - 촌놈 4인방의 고교 친구. 친구들에게 항상 차를 빌려 줌(?)
- 노은정 : 신도 역
- 안민영 : 신도 역
- 이정헌 : 경찰서장 역
- 이인철 : 축사노인 역
- 홍성덕 : 석동철의 아버지 역
- 손영순 : 석동철의 할머니 역
- 차준 : 부짱 역
- 이준규 : 칠구 역
- 이태형 : 이진석 역 - 무지군에서 나이트 클럽을 운영.
- 박영웅 : 조폭 역
- 강덕중 : 양아치 역
- 정강희 : 고추장 역 - 중국집 철가방
- 이설구 : 박수무당 역
- 정기섭 : 선배기자 역
- 김정팔 : 이병석의 아버지 역 - 무지군 조합장
- 김서휘 : 유라 역 - 강은실의 딸
- 박정민 : 박과장 역
- 유연 : 선생님 역
- 김하연 : 신도 역
- 김진희 : 신도 역
- 임호준 : 신도 역
- 좌채원 : 신도 역
- 김두은 : 신도 역
- 한대희
- 황명환
- 박기선
- 유창숙
- 이재순
- 서민경
- 김봉란
- 최재원
- 임상준
- 육효명
- 임용순
- 박은영
- 이은우
- 지봉근
- 김광태
- 윤여학
- 김봉수
- 오승희
- 이병철
- 김아람
- 윤하서
- 김현주
- 정현욱
- 진근호
- 차상미
- 문기영
- 김지은
- 신영규
- 서정빈
- 김상일
- 한태일
- 윤재인
- 배기범
- 김세온 : 화란 역
- 박상현
- 송봉근
- 서정하
- 신희철
- 국지용
- 이경훈
- 박준형
- 김주경
- 주부진
- 김보령
- 안세호
- 윤복성
- 최재원
- 선우성
- 안상환
- 구다연
- 이채원
- 최혜정
- 장수범
- 장은영
- 정지호
- 서보영
- 손경원 : 강은실 남편 역
- 김윤홍
- 권오진
- 이채원
- 정명준 : 목사 역 - 백정기와 조완태가 다니던 교회에 있는 목사로, 이 둘이 다니고 있었던 교회에 집중케어 감사(監査)를 하여 백정기와 교회에 심각한 문제가 있는 걸 밝히고 백정기가 교회를 떠나게 만들었다.
- 장원진
- 문경민
- 김현
- 박옥출
- 손경원
- 민대식
- 김빈
- 김태랑
- 곽혜진
- 이홍내

### 특별출연
- 정희태 : 노숙자 역
- 손종학 : 천재순 역 - 전임 무지군 군수

## 시청률
최저 시청률과 최고 시청률은 시청률 조사회사와 지역별로 시청률에 차이가 있을 수 있습니다.
| 2017년      | 2017년      | 2017년     | 2017년      |
| 회차        | 방송일      | AGB 시청률 | TNmS 시청률 |
| ----------- | ----------- | ---------- | ----------- |
| 1화         | 8월 5일     | 1.059%     | 1.8%        |
| 2화         | 8월 6일     | 1.741%     | 1.4%        |
| 3화         | 8월 12일    | 1.284%     | 1.2%        |
| 4화         | 8월 13일    | 1.689%     | 1.8%        |
| 5화         | 8월 19일    | 1.779%     | 1.1%        |
| 6화         | 8월 20일    | 2.275%     | 1.7%        |
| 7화         | 8월 26일    | 2.251%     | 1.6%        |
| 8화         | 8월 27일    | 2.960%     | 2.4%        |
| 9화         | 9월 2일     | 2.433%     | 1.4%        |
| 10화        | 9월 3일     | 3.028%     | 1.7%        |
| 11화        | 9월 9일     | 2.646%     | 2.2%        |
| 12화        | 9월 10일    | 2.879%     | 2.9%        |
| 13화        | 9월 16일    | 2.549%     | 2.0%        |
| 14화        | 9월 17일    | 3.001%     | 2.8%        |
| 15화        | 9월 23일    | 3.244%     | 2.5%        |
| 16화        | 9월 24일    | 4.797%     | 4.5%        |
| 평균 시청률 | 평균 시청률 | 2.476%     | 2.1%        |

## 같이 보기
- 사이비 종교
- 세상 밖으로 - 원작 웹툰
- 대한민국의 텔레비전 드라마 목록 (ㄱ)
- 2017년 대한민국의 텔레비전 드라마 목록